# Пограничный народный музей истории и краеведения
Пограничный народный музей истории и краеведения — музей в посёлке Пограничный Приморского края.

## История
Музей истории и краеведения был открыт 25 октября 1977 года по инициативе секретаря райкома КПСС Геннадия Семёновича Пастухова. Его создание было приурочено к 55-летию установления советской власти в Приморье. Первоначально музей располагался в деревянном здании 1900 года постройки.
Первым директором музея была Валентина Дмитриевна Кочергина, а основной деятельностью на первых порах стало составление «Книги памяти», поисковая работа, переписка с военкоматами и военными архивами. Позже заведением руководила Светлана Масадировна Постникова. С 1997 года директором музея является Зоя Павловна Арбузова.
В 2008 году музей после реконструкции открылся по адресу: Приморский край, п. Пограничный, ул. Кирова, д. 16.

## Залы и экспонаты
В настоящее время фонд музея насчитывает 2 165 экспонатов. Они представлены в экспозициях «Гродеково до революции», «Строительство железной дороги», «Партизанское движение», «Вставай, страна огромная», «История Гродековского погранотряда», «Наши земляки в победном бою с японцами», «125 лет Уссурийскому казачьему войску» и других.
В музее четыре зала:
- Исторический зал — в нём собрана история Пограничного района с древних веков до наших дней.
- Зал природы — в него включены экспозиции археологии, флоры и фауны, гербарии многих видов различных растений.
- Выставочный зал — в нём представлена выставка минералов; стенд, посвящённый первым исследователям, побывавшим в тех местах: Арсеньеву В. К., Буссе Ф. Ф., Окладникову А. П.; а также наиболее ценные экспонаты (каменные топоры, тесла, относящиеся к верхнему палеолиту).
- Зал российско-китайской дружбы.

В 2016 году фонд музея пополнила художественная гипсовая копия Богуславского метеорита скульптора Георгия Фёдоровича Шароглазова.

## Награды
В 1990 году районному музею Пограничного района было присвоено звание «народный».
В 2008 году музей удостоен почётной грамоты Законодательного Собрания Приморского края.